# 德雷文湖
53°15′25″N 13°03′43″E / 53.25681°N 13.06199°E

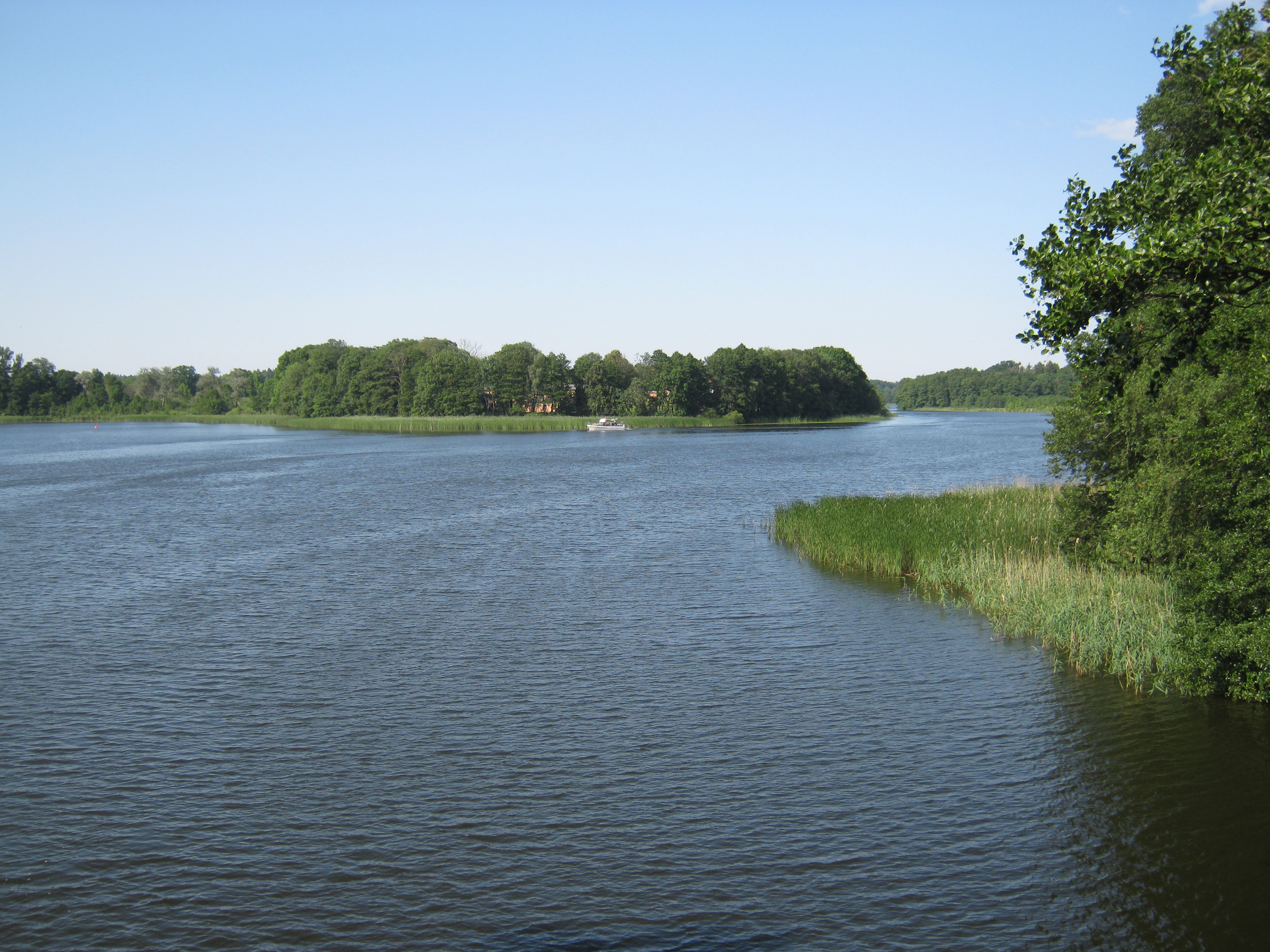

德雷文湖（德語：Drewensee），是德國的湖泊，位於該國東北部，由梅克倫堡-前波美拉尼亞州負責管轄，處於梅克倫堡湖區縣，長5.4公里、寬0.5公里，面積2.6平方公里，海拔高度55米，最大水深9米。